# 76-mm-Divisionskanone M1942 (SiS-3)

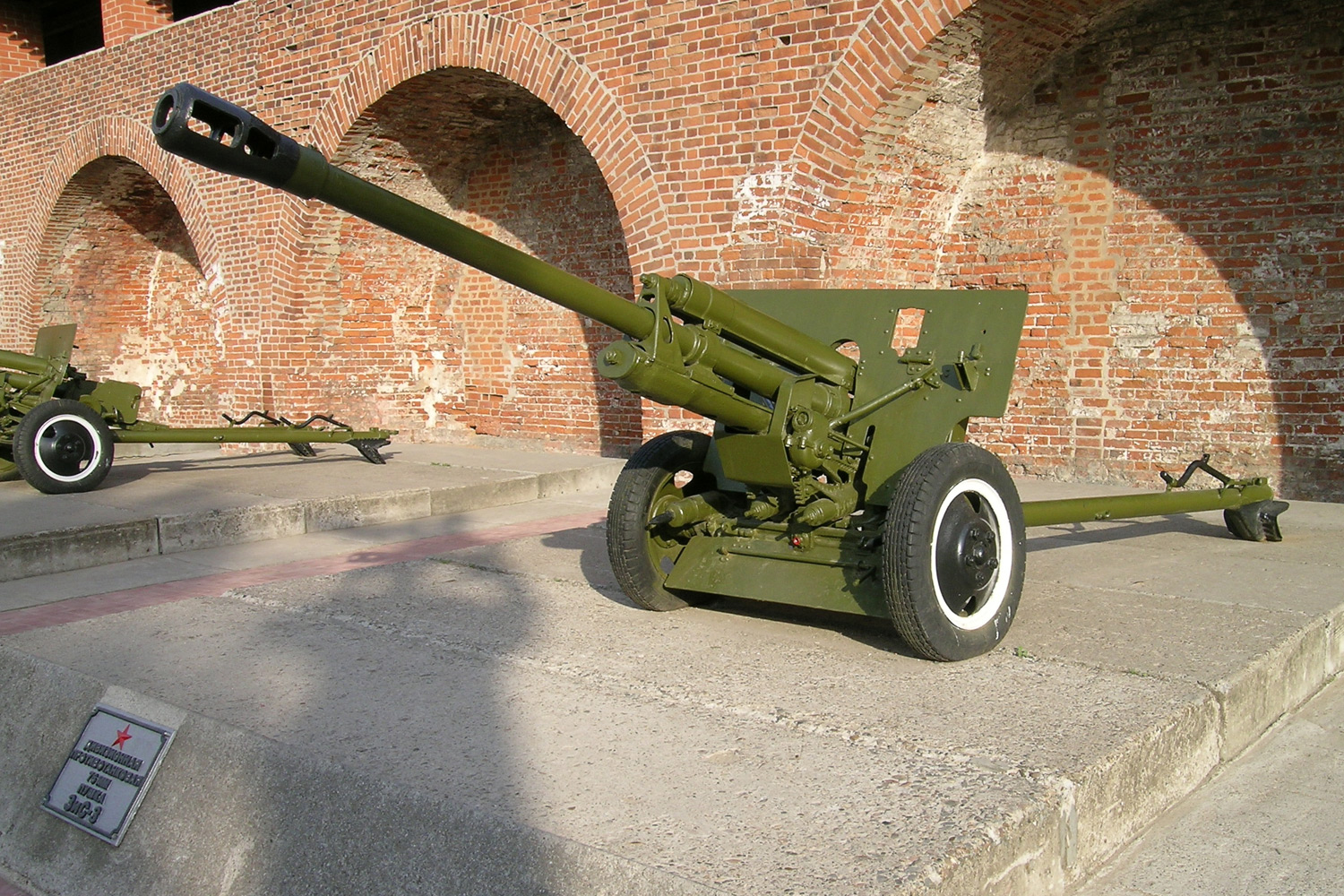
SiS-3 im Museum in Nischni Nowgorod

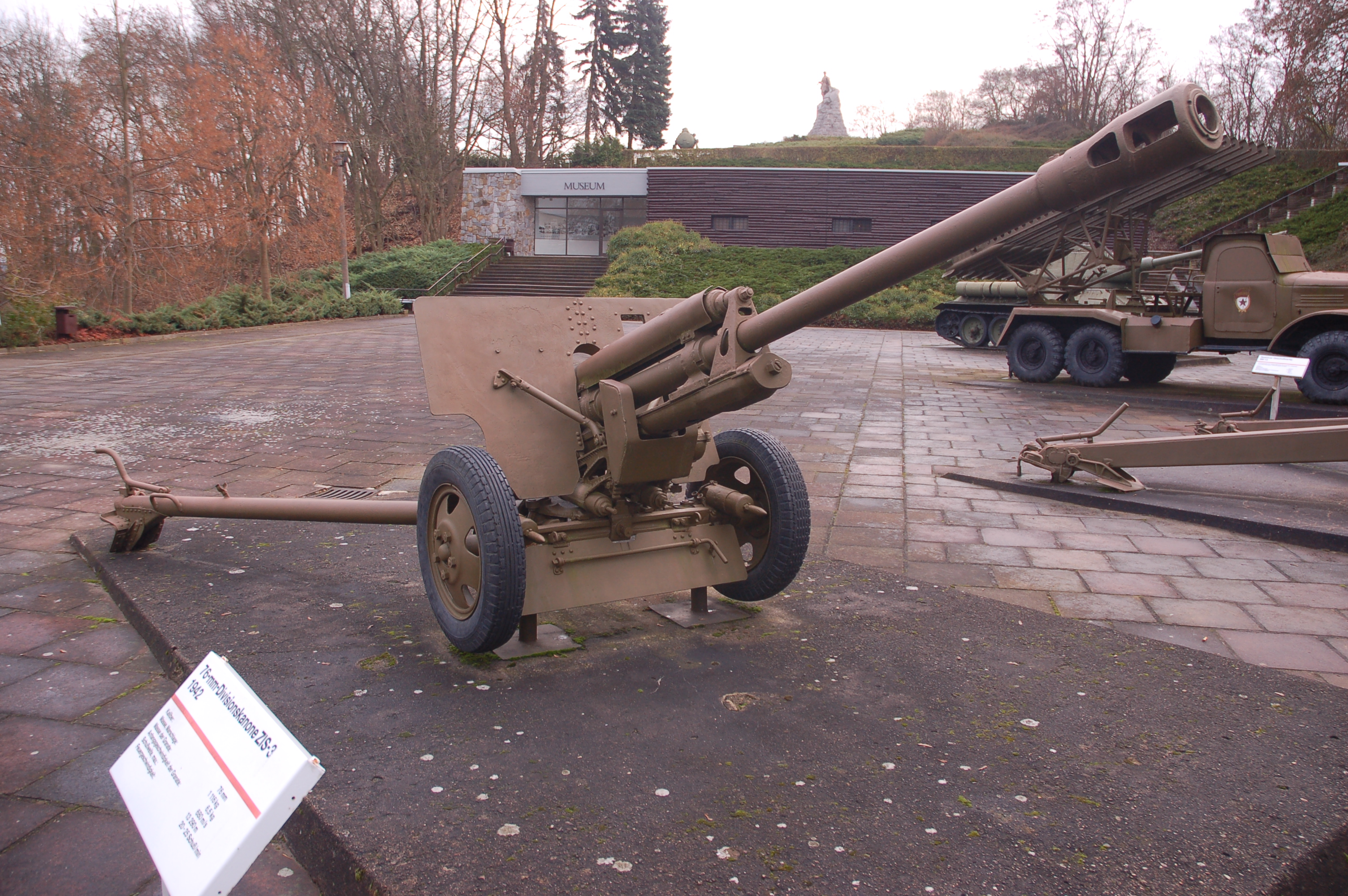
SiS-3 auf der Gedenkstätte Seelower Höhen

Die 76-mm-Divisionskanone M1942  (russisch 76-мм дивизионная пушка обр. 1942 г.) war eine sowjetische Feldkanone mit einem Kaliber von 76,2 mm, die während des Zweiten Weltkriegs verwendet wurde. Die Werksbezeichnung der Waffe lautete SiS-3 (ЗиС-3; aufgrund der Verbreitung der englischen Transkription gelegentlich auch ZiS-3), der GAU-Index 52-P-354U (52-П-354У). Die auf Seiten der deutschen Wehrmacht eingesetzten Beutegeschütze erhielten die Bezeichnung 7,62-cm-Feldkanone 288 (r). Von deutschen Soldaten wurde sie auch „Ratsch-Bumm“ genannt.
Die Waffe wurde im Jahr 1940 konstruiert, der verantwortliche Chefkonstrukteur war W. G. Grabin. Insgesamt wurden über 103.000 Exemplare im Sawod No 92 imeni Stalina (Stalin-Werk Nr. 92) hergestellt.

## Geschichte
Ursprünglich wurde das Geschütz als leichtes Feldgeschütz konstruiert. Grabin entwickelte die Waffe allerdings so, dass sie auch im direkten Richten feuern konnte. Entsprechend der sowjetischen Doktrin erhielt das Geschütz dann auch panzerbrechende Munition. Die SiS-3 zählte lange Zeit zu den besten Panzerabwehrgeschützen des Zweiten Weltkrieges. Aufgrund ihrer Handhabbarkeit, Verfügbarkeit und Bedienfreundlichkeit wurde die Waffe immer weiter in die Rolle der Panzerabwehrkanone gedrängt, anstatt in ihrer eigentlichen Verwendung als Feldartillerie eingesetzt zu werden.
Nach dem Krieg wurde die Massenproduktion eingestellt. Als eine Weiterentwicklung der SiS-3 wurde die Feldkanone 85-mm-Kanone D-44 mit einem Kaliber von 85 mm konstruiert.
Die Selbstfahrlafette SU-76 von 1943 war mit einer SiS-3 bestückt.

## Technische Daten
| 76-mm-Divisionskanone M1942      | |
| Allgemeine Eigenschaften         | |
| Klassifikation                   | leichte Divisions- und Panzerabwehrkanone                                                                 |
| Chefkonstrukteur                 | Wassili Gawrilowitsch Grabin                                                                              |
| Bezeichnung des Herstellers      | SiS-3 (ZiS-3)                                                                                             |
| Hersteller                       | Sawod imeni Stalina No.92 (Stalin-Werk Nr.92, russ. Завод №92 имени Сталина) in Gorki und andere Betriebe |
| Gewicht in Feuerstellung         | 1200 kg                                                                                                   |
| Gewicht in Fahrstellung          | 1850 kg                                                                                                   |
| Mannschaft                       | 4 Mann (Geschützführer, Richtschütze, Ladeschütze und Munitionsschütze)                                   |
| Baujahre                         | 1941–? |
| Stückzahl                        | über 103.000                                                                                              |
| Rohr                             | |
| Kaliber                          | 76,2 mm                                                                                                   |
| Rohrlänge                        | 3200 mm (L/42,1)                                                                                          |
| Rohrlänge (gezogener Lauf)       | 2985 mm (L/39,3)                                                                                          |
| Feuerdaten                       | |
| Höhenrichtbereich                | −5° bis +37°                                                                                              |
| Seitenrichtbereich               | 54° |
| max. Schussweite                 | 13.290 m                                                                                                  |
| max. Mündungsgeschwindigkeit     | 680 m/s                                                                                                   |
| Feuerrate                        | 7–10 Schuss/min                                                                                           |
| Beweglichkeit                    | |
| Höchstgeschwindigkeit im Schlepp | 50 km/h                                                                                                   |

## Trivia
„Ratsch-Bumm“ war die Bezeichnung im Soldatenjargon der deutschen Wehrmacht für die SiS-3-Feldkanone. Dieser Begriff entstand, da oft die Einschlags- und Abschussgeräusche ineinander übergingen und kaum auseinandergehalten werden konnten. Das lag an der hohen Mündungsgeschwindigkeit der Geschosse, deren relativ flachen ballistischen Flugkurve beim direkten Richten und der daraus resultierenden geringeren Kampfentfernung. Die deutschen Soldaten glaubten, erst den Einschlag des Geschosses und dann erst den Abschuss gehört zu haben.